# ハンス・ペーター・フェデルセン
ハンス・ペーター・フェデルセン（Hans Peter Feddersen、1848年5月29日 - 1941年12月13日）は、ドイツの画家。デュセルドルフ美術アカデミーなどで学び、風景画を描いた。

## 略歴
デンマークとの国境に近いシュレースヴィヒ＝ホルシュタイン州のヴェスターシュナーテビュル(Westerschnatebüll)で、同名の肖像画家、ハンス・ペーター・フェデルセン(Hans Peter Feddersen d. A.: 1788-1860)の息子に生まれた。ニービュル(Niebüll)の装飾画家、陶芸画家のシュトール(Heinrich Andreas Sutor: 1830–1892) の弟子になった。
18歳になった1866年にデュッセルドルフ美術アカデミーに入学し、オスヴァルト・アッヒェンバッハに風景画を学んだ 。デュッセルドルフではエストニア出身の画家、ボフマン(Gregor von Bochmann d. A.: 1850-1930)と友人になり、後にそれぞれの子供同士が結婚することになる 。1871年からはヴァイマルの美術学校の教授となったテオドール・ハーゲンとともにヴァイマルに移り、ハーゲンのもとで修行した。
1878年からはラインラント＝プファルツ州のバート・クロイツナハに住み、1879年に結婚した。1880年から1884年の間はデュッセルドルフに家族と住んだ 。1885年にフリースラントのKleiseerkoogの妻の実家の所有する農園に移り、亡くなるまでそこで画家として働いた。
ドイツや国外の各地を旅し風景画を描き高い評価を得た。1910年に教授の称号を得た。1911年に赤鷲勲章を受勲した。1924年にキール大学から名誉博士号を授与された。1926年にプロイセン芸術アカデミーの会員となり、1938年にはヒンデンブルク大統領が芸術に功績のあった人々に授与したゲーテ芸術科学賞(Goethe-Medaille für Kunst und Wissenschaft)の受賞者のひとりになった。